# تود ووكر (مصور)
تود ووكر (بالإنجليزية: Todd Walker)‏ هو مصور أمريكي، ولد في 25 سبتمبر 1917، وتوفي في 13 سبتمبر 1998.